# Villaggio nuragico di S'Urbale

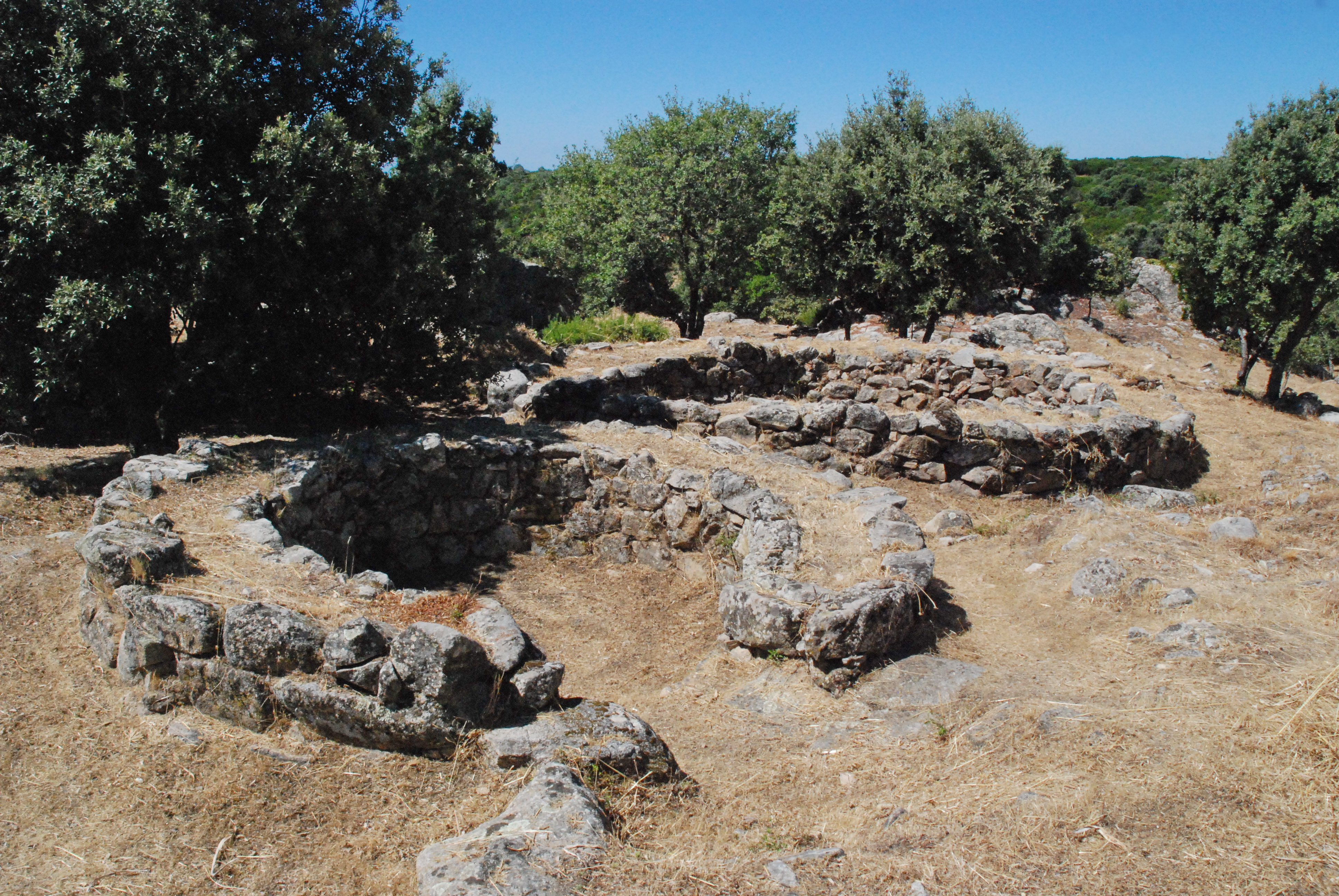
Villaggio nuragico di S'Urbale

Il villaggio nuragico di S'Urbale è ubicato nel territorio di Teti e si erge su una collina. È costituito dai resti di una cinquantina di capanne (una assemblata nel museo di Teti assieme ai reperti riportati alla luce) la cui origine viene fatta risalire ad un periodo tra la media età del bronzo e l'inizio dell'età del ferro. Il villaggio scomparve probabilmente a causa di un incendio di cui non si hanno notizie, visto che una delle capanne presenta chiari segni di combustione.

## Storia
Nel 1931 il villaggio nuragico fu scavato sotto la direzione dell'archeologo Antonio Taramelli, e vennero riportate alla luce dodici capanne situate in punti diversi dell'altura. In anni più recenti la soprintendenza ai beni archeologici di Sassari e Nuoro effettuò altri scavi, scoprendo altre capanne e molto materiale archeologico attualmente conservato al Museo Archeologico Comprensoriale di Teti, che raccoglie materiali provenienti anche dai paesi vicini. Sul limitare della strada, al di sotto del villaggio, è posta un'antica fonte (utilizzata fino al Medioevo) dove vennero ritrovati antichi idoli formati da un rozzo impasto di terracotta.